# Urfaust (gruppo musicale)
Gli Urfaust sono stati un gruppo musicale olandese depressive black metal. La band è formata da due membri, "IX Delirious Madness" e "VRDRBR Horrific Doom". La formazione conta all'attivo sette full-length" e tre EP ed è una delle più note e apprezzate dell'underground black metal.

## Stile
Lo stile è particolarmente sulfureo in quasi tutti i pezzi del gruppo. Ricorrenti sono le tematiche del suicidio, del nichilismo, di riti satanici e dell'intossicazione da droghe. I brani usano tempi dispari lenti e agonizzanti, la voce del cantante/chitarrista è un debole grido che pare provenire dall'oltretomba, ad indicare in modo radicale il genere trattato; la chitarra si fonde alla tastiera sovra-registrata e la batteria è lenta ma molto amplificata.

## Formazione
- VRDRBR - batteria
- IX Delirious Madness - chitarra, voce, tastiere

## Discografia

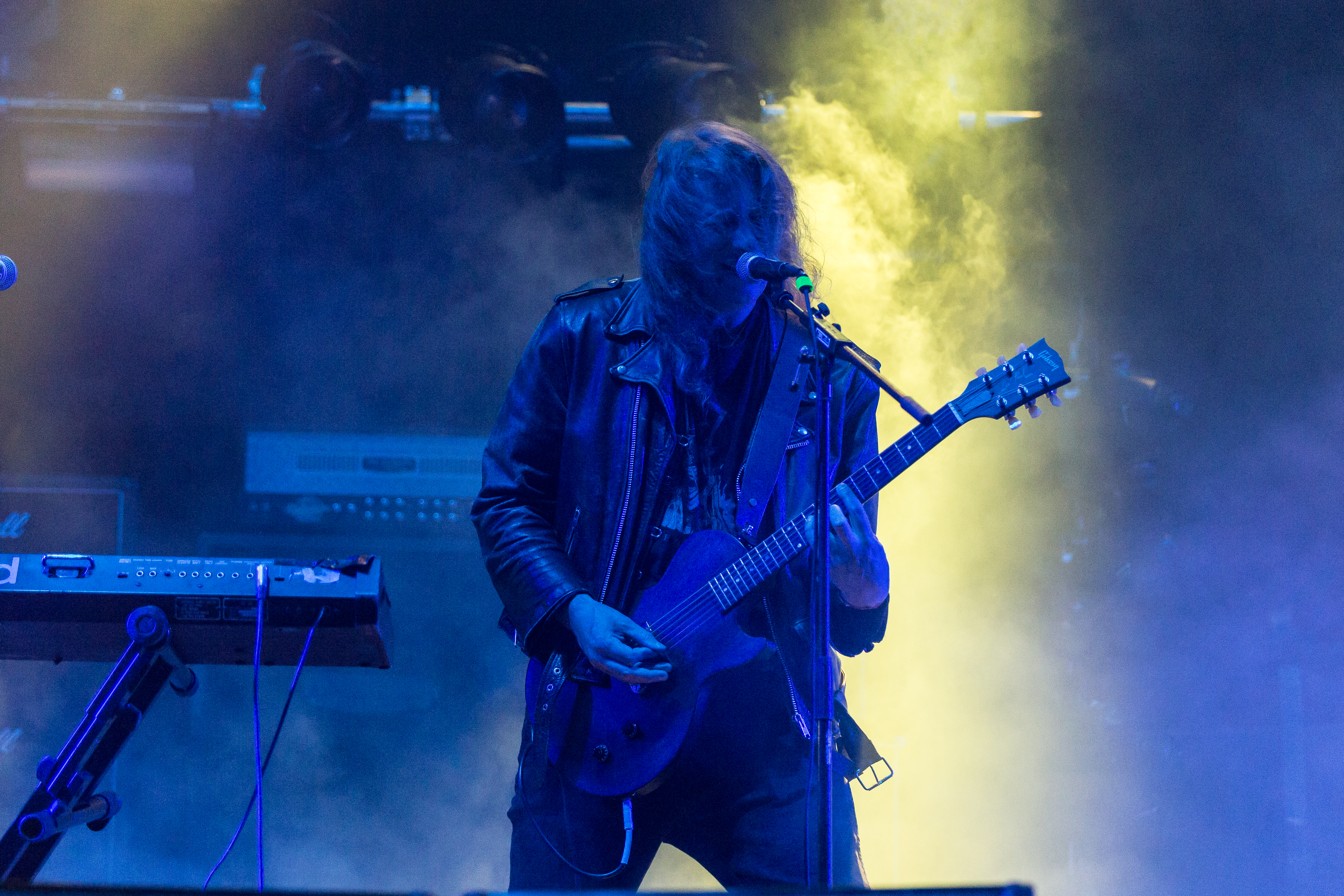
IX

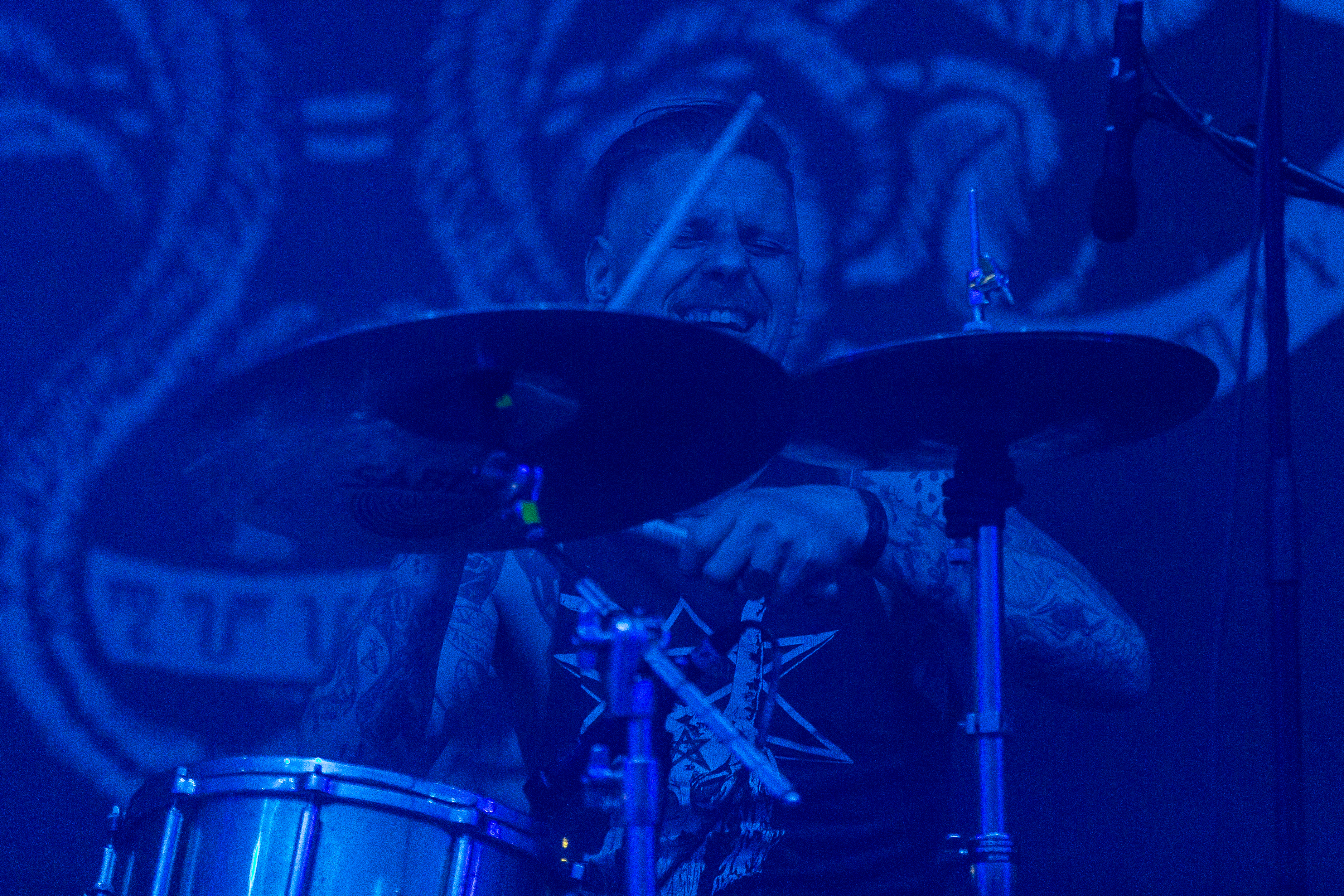
VRDRBR

### Album in studio
- 2004 - Geist Ist Teufel
- 2005 - Verräterischer, Nichtswürdiger Geist
- 2010 - Der freiwillige Bettler
- 2016 - Empty Space Meditation
- 2018 - The Constellatory Practice

### Raccolte
- 2012 - Ritual Music for the True Clochard

### Split
- 2006 - Auerauege Raa Verduistering
- 2007 - Urfaust / The Ruins of Beverast
- 2009 - Urfaust / Joyless
- 2011 - Celestial Bloodshed / Urfaust

### EP
- 2008 - Drei Rituale Jenseits des Kosmos
- 2009 - Einsiedler

### Demo
- 2004 - Urvaterlicher Sagen